# اتاق روشن
اتاق روشن (به فرانسوی: camera lucida) نوعی ابزار طراحی بود که در سال ۱۸۰۷ توسط ویلیام هاید والستن (به انگلیسی: William Hyde Wollaston) انگلیسی اختراع شد. در این روش، کاغذ طراحی به طور افقی و مسطح قرار می‌گرفت. در بالای آن یک منشور شیشه‌ای توسط یک میلهٔ برنجی در سطح چشم استوار می‌شد. اپراتور با نگاه کردن به سمت پایین رو به کاغذ از روزنه‌ای که در بالای لبهٔ منشور قرار داشت، در آن واحد هم موضوع را می‌دید و هم کاغذ طراحی را، به نحوی که انگار موضوع روی کاغذ قرار دارد، در حقیقت قلم او به کمک تصویر واقعی هدایت می‌شد. البته این وسیله نوعی دشواری داشت، زیرا برای آن که پرتوهای نور حاصل از منشور از دید چشم خارج نشوند، چشم نباید کوچکترین حرکتی می‌کرد. اتاق روشن، که تنها در نام و کارکرد با دوربین عکاسی شباهت داشت، می‌توانست به راحتی توسط مسافران حمل شود و مورد استفاده قرار گیرد.

## نگارخانه

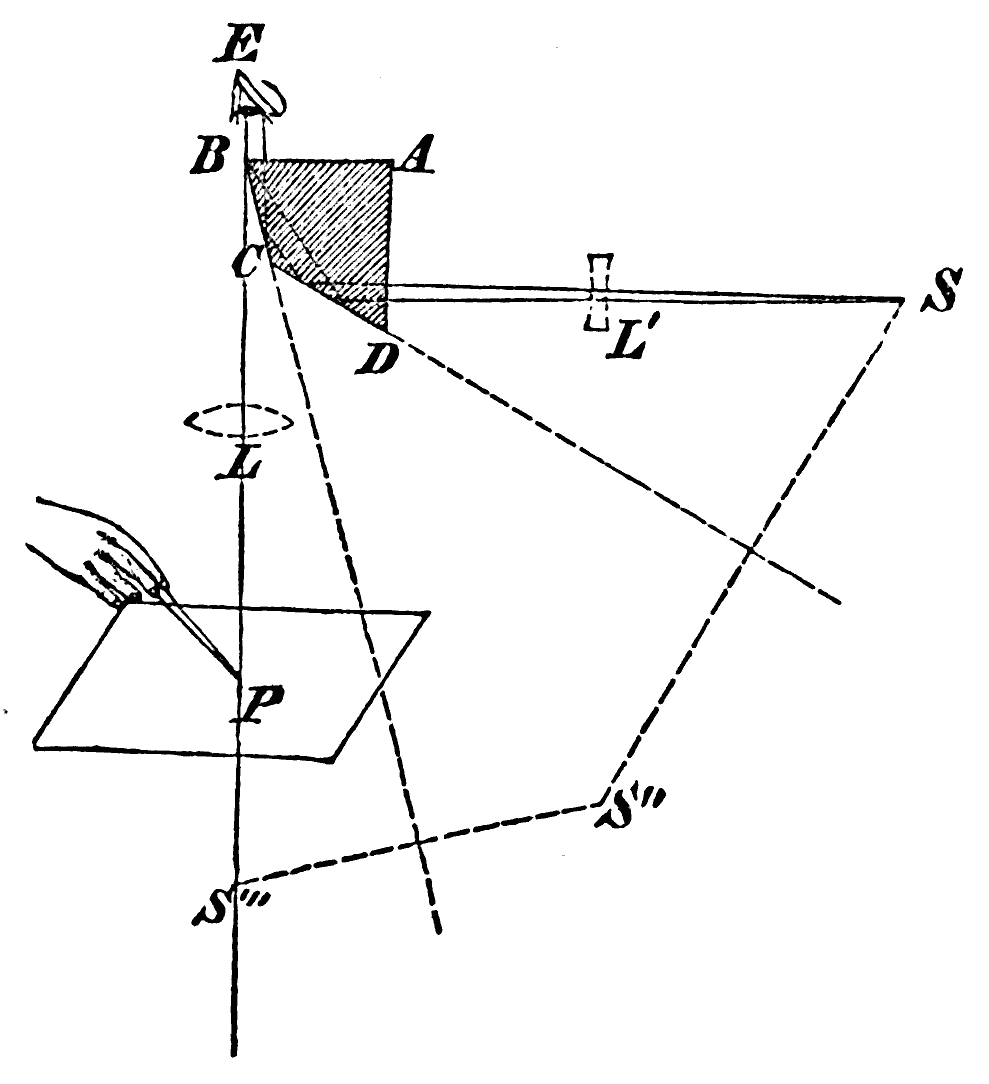
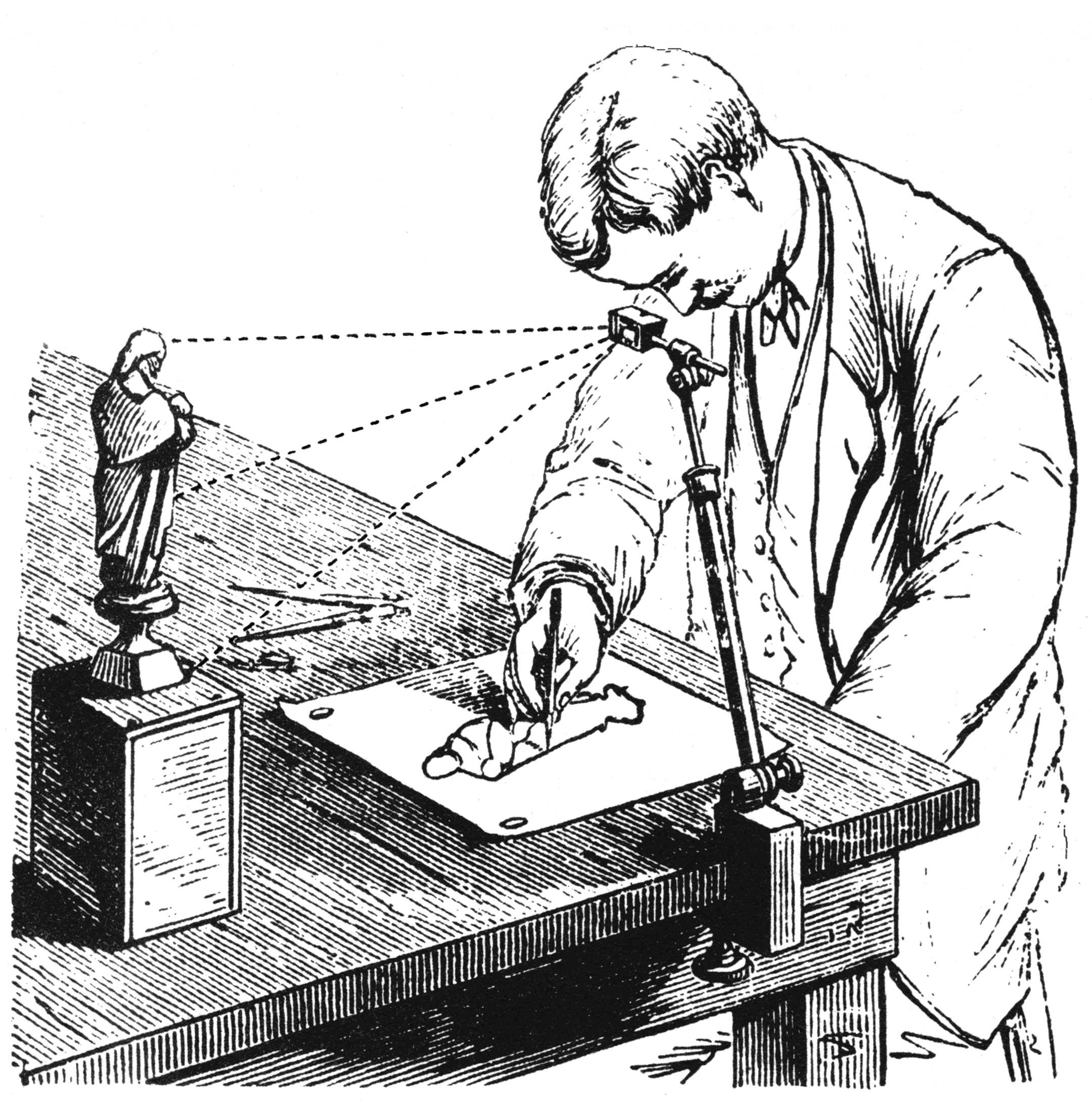